# むく大樹
むく 大樹（むく だいじゅ、旧登録名：椋 大樹、1982年12月21日- ）は競技麻雀のプロ雀士である。麻将連合所属。三重県出身。

## 来歴
13歳の頃に麻雀に出会う。2005年、23歳の時に麻将連合のツアーライセンス試験に合格し、ツアー（μカップ）に参戦。ツアー大会2勝とオープン大会の関東インビテーションカップを制し、2016年に認定プロとなる。
2023年の第21期将王決定戦で前将王の忍田幸夫、三上龍玲、木村和幸と対局し、第3節終了時点でトータル一人マイナス、トップの忍田から130ポイント差の状態から、最終節の3回戦で3トップを重ねて3人を逆転、初の将王となった。

## 雀風・人物
- 門前派でどっしりと構えて大きな手を作り、一撃で勝負を決める打ち筋。本人曰く「図々しい麻雀スタイル」[2]。
- 丸メガネとスキンヘッドがトレードマーク[2]。趣味は散歩と筋トレ[5]。

## 獲得タイトル
- 2013年第8戦イン横浜優勝
- 2014年第2戦イン大阪優勝
- 第8回関東インビテーションカップ優勝
- 第21期将王

## リンク
- 選手プロフィール むく 大樹 - 麻将連合
- むく大樹 (@muck_n_zr400) - X（旧Twitter）
- μむっくの「まーじゃん千転万倒」 - Ameba Blog